# Bataille d'Ouman
Front de l'Est de la Seconde Guerre mondiale
Batailles
Phase 1
- Brest-Litovsk
- Białystok–Minsk
- Pays baltes
- Raseiniai
- Brody
- Bessarabie et Bucovine du Nord
- Moguilev

Phase 2
- Smolensk
  - Roslavl-Novozybkov (en)
- Avance sur Léningrad

Phase 3
- Ouman
- Odessa
- 1re Kiev
- Tallinn
- Petrikovka (en)
- Ielnia
- Léningrad
- Mer d'Azov (en)

Phase 4
- 1re Kharkov
- Beowulf
- Donbass-Rostov (en)
- Briansk (en)
- 1re Crimée
  - Sébastopol
- Tikhvine
- 1re Rostov
- Gorki
- Moscou

La bataille d'Ouman, du 15 juillet au 8 août 1941, est une offensive allemande de la Seconde Guerre mondiale à Ouman, en Ukraine, contre les 6e et 12e armées soviétiques. En trois semaines, la Wehrmacht encercle et anéantit les deux armées soviétiques.
La bataille a eu lieu lors de l'opération défensive de Kiev entre les éléments du front du Sud-Ouest de l'Armée rouge, se retirant du saillant de Lvov, et le groupe d'armées Sud allemand, commandé par le maréchal Gerd von Rundstedt, dans le cadre de l'opération Barbarossa.
Les forces soviétiques étaient sous le commandement général de la direction du Sud-Ouest, commandée par le maréchal Semion Boudienny, qui comprenait le front du Sud-Ouest commandé par le colonel général Mikhaïl Kirponos et le front du Sud commandé par le général Ivan Tioulenev. La 6e armée était commandée par le général de corps d'armée I. N. Mouzitchenko et la 12e armée par le général de division P. G. Ponedeline.

## Prélude
Au cours des premières semaines de l'opération Barbarossa, le groupe d'armées Sud avance rapidement vers l'Est, battant plusieurs corps mécanisés soviétiques à la bataille de Brody du 23 au 30 juin. Les armées du front du Sud-Ouest reçoivent l'ordre de se replier sur la ligne de fortifications le long de l'ancienne frontière soviéto-polonaise de 1939 (ligne Staline). Les IIIe et XXXXVIIIe corps motorisés de la 1re Panzerarmee (ou 1er groupe de Panzer) se retrouvent coincés entre les 5e et la 6e armées soviétiques. Le 5 juillet, le XXXXVIIIe corps motorisé brise une faible défense sur la ligne Staline et commence à se déplacer rapidement, embrassant le flanc droit de la 6e armée. Une nouvelle contre-attaque soviétique est tentée le 9 juillet en direction de Berdytchiv pour empêcher une nouvelle avancée du 1er groupe de Panzer vers l'Est. Les combats se poursuivent jusqu'au 16 juillet, la 11e Panzerdivision perd 2 000 hommes, mais finalement les troupes soviétiques échouent et le 16 juillet, l'offensive allemande reprend.
Plus au nord, les unités mobiles du IIIe corps motorisé franchissent également la ligne Staline et atteignent les abords de Kiev. Le commandement du groupe d'armées Sud avait l'intention de s'emparer rapidement de Kiev, tandis qu'Hitler et le haut commandement insistaient sur une frappe en direction du sud, ce qui garantissait l'encerclement des troupes soviétiques conjointement avec la 11e armée allemande. La solution de compromis proposait la prise de Bila Tserkva, puis une frappe dans la direction du Sud-Ouest vers la 11e armée. Une telle décision laissait la possibilité, au lieu d'une frappe au sud-ouest, de poursuivre l'offensive depuis Kiev plus à l'est, au-delà du Dniepr. Mais Kiev était sécurisée par une zone fortifiée séparée et les communications arrière du IIIe corps motorisé étaient attaquées par la 5e armée.
Ainsi, dans les premiers jours de la bataille d'Ouman, la tâche d'encercler les 6e et 12e armées du Nord et de l'Est devra être effectuée uniquement par les divisions du XXXXVIIIe corps motorisé. Pour les aider, la 3e unité du 1er groupe de Panzer, le XIVe corps motorisé, est transférée du sud et engagée dans une action entre le IIIe et le XXXXVIIIe corps motorisé en direction de Belaïa Tserkov.
Les unités d'infanterie de la 6e armée de campagne allemande au Nord s'empressent de remplacer les unités de chars avancées, la 17e armée de campagne à l'Ouest continue à poursuivre les forces en retraite des 6e et 12e armées soviétiques. L'avancée de la 11e armée de campagne depuis la frontière soviéto-roumaine est suspendue par des contrecoups soviétiques et son attaque du sud vers Vinnytsia reportée.

## Ordre de bataille
La plupart des forces soviétiques sont gravement épuisées, s'étant retirées sous de violents assauts de la Luftwaffe de la frontière polonaise, et les unités mécanisées sont pratiquement réduites à un seul « corps » après la contre-offensive de Brody, son infanterie mécanisée combattant maintenant comme troupes de fusiliers ordinaires.
Les forces de l'Axe sont divisées en celles du 1er groupe de Panzer qui avaient subi des pertes importantes en matériel, mais conservaient leur efficacité au combat, et les grandes formations d'infanterie des armées allemande et roumaine qui tentaient d'avancer de l'ouest pour rencontrer les troupes blindées au nord de la Crimée, l'objectif stratégique initial du groupe d'armées Sud.
| Ordre de bataille | Ordre de bataille |
| Forces soviétiques | Forces de l'axe |
| --- | --- |
| - 6e armée - 37e corps de fusiliers (ru) - 49e corps de fusiliers (uk) - 16e corps mécanisé (ru) - Divisions et leurs restes sous la subordination directe du commandement de l'armée - 12e armée - 8e corps de fusiliers - 13e corps de fusiliers (en) - 24e corps mécanisé (en) - Divisions et leurs restes sous la subordination directe du commandement de l'armée - 2e corps mécanisé (en) (transféré du front du Sud fin juillet et s’avérera être en meilleur état par rapport aux corps mécanisés des 6e et 12e armées. Il était sous le commandement direct du Front et n'appartenait à aucune des armées) - 26e armée (nouvelle formation : initialement, l'armée occupait des positions entre les 6e et 12e armées. Mais le 11 juillet, le commandement de l'armée reçoit l'ordre de quitter le front, de remettre ses unités à la 12e armée et de prendre le commandement des réserves concentrées sur la rive du Dniepr au Sud de Kiev. Le 16 juillet, de nouvelles unités de l'armée lancent des attaques contre le XIVe corps motorisé) - 6e corps de fusiliers (en) - 64e corps de fusiliers - 5e corps de cavalerie - 18e armée (l'armée faisait à l'origine partie du front du Sud (les 6e et 12e armées faisaient partie du front du Sud-Ouest jusqu'au 25 juillet). L'armée n'est pas encerclée, mais la percée sur son front permet à la 17e armée de campagne de déborder les 6e et 12e armées soviétiques depuis le sud.) - 17e corps de fusiliers - 55e corps de fusiliers - 18e corps mécanisé | - 6e armée de campagne (la plupart des unités de l'armée n'étaient pas impliquées dans la bataille d'Ouman ; elles ont agi contre la 5e armée soviétique et les troupes soviétiques autour de Kiev.) - XVIIe corps d'armée - XXIXe corps d'armée - LVe Corps d'armée - LIe corps d'armée (réserve de l'OKH, partie intégrante des divisions du IVe corps d'armée) - 1er groupe de Panzer (réduit) - IIIe corps d'armée (motorisé) - XIVe corps d'armée (motorisé) - XXXXVIIIe corps d'armée (motorisé) - 17e armée de campagne (comprend un « commandement mobile » slovaque de la taille d'une brigade) - XXXXIVe corps d'armée (initialement dans la 6e armée) - XXXXIXe corps d'armée (montagne) - LIIe Corps d'armée - Groupe « Schwedler » (créé dans la seconde quinzaine de juillet sur la base du commandement du IVe corps d'armée. Dans un premier temps, il a agi contre les unités des 6e et 12e armées soviétiques, puis s'est engagé dans une action entre le 1er groupe de Panzer et la 6e armée allemande). - Corps mécanisé hongrois |

## Les batailles d'encerclement

### Le premier stade
Depuis le 15 juillet, le XLVIIIe corps motorisé de la Wehrmacht repousse les contre-attaques du « groupe Berdichev » soviétique et reprend l'offensive. La 16e Panzerdivision brise la résistance des troupes soviétiques et s'empare de la ville de Koziatyn (à environ 25 km de Berdytchiv). Sur la gauche, la 11e Panzerdivision est dans l'écart entre les armées soviétiques, nécessitant une profonde percée de 70 km vers le Sud-Est le 16 juillet. Le 18 juillet, la division avance de 50 autres kilomètres, traverse la rivière Ros et capture Stavychtche. La 16e Panzerdivision, qui est forcée de repousser les contre-attaques de la 6e armée soviétique (37e corps de fusiliers et « groupe Berdichev »), avance plus lentement, mais le 17 juillet, son détachement avancé s'empare de la station de Ros (à environ 25 km de Berdytchiv), où se trouve une importante base soviétique de soutien des services arrière. Le 18 juillet, des unités de la 6e armée parviennent à reprendre la station.
Plus au nord, le XIVe corps motorisé s'avance jusqu'à Belaïa Tserkov, mais rencontre des contre-attaques de la 26e armée. Cette armée n'a pas eu le temps de préparer l'offensive, et ses divisions n'ont pas eu le temps de se concentrer. Ils échoueront à battre la 9e Panzerdivision de Belaïa Tserkov. Néanmoins, ils s'emparent de Fastiv pendant une courte période. L'avance de la 26e armée se stoppe rapidement, mais ses attaques contiennent les unités mobiles du 1er groupe de Panzer. Une situation similaire se produit avec les Panzer divisions du IIIe corps motorisé. Franz Halder, chef de l'OKH, écrit le 18 juillet avec irritation que « l'opération du groupe d'armées Sud perd de plus en plus sa forme », et que « le flanc enveloppant du 1er groupe de Panzer traîne toujours dans la région de Berdytchiv et Bila Tserkva ». Au même moment, la 17e armée de campagne de l'Ouest s'approche trop rapidement et Halder craint que la future poche ne piège des forces ennemies importantes.
Pendant ce temps, la 17e armée de campagne tente de mettre en œuvre une version abrégée du plan original, selon laquelle les troupes soviétiques doivent être encerclées à l'ouest de Vinnytsia. Mais maintenant, les Allemands ne disposent plus d'unités mobiles pour frapper Vinnytsia depuis le nord (ceux-ci opérant à l'est de Berdytchiv), et l'offensive de la 11e armée de campagne depuis le sud est reportée. Par conséquent, du nord à Vinnitsa, la 24e division d'infanterie marchait. Du Sud-Ouest, le 17 juillet, la 1re division de montagne est déployé puis engagé sous le feu en traversant la rivière Boug méridional. En cas de succès allemand, 50 000 soldats de la 12e armée soviétique y auraient été encerclés. Cependant, les troupes soviétiques se regroupent et depuis le front du Sud, une nouvelle division de fusiliers de montagne est transférée, de sorte qu'ils réussiront à contenir l'avancée de l'infanterie allemande. Le 21 juillet, ils parviennent à se retirer par Vinnytsia à travers le Boug méridional.

Char KV-1 (1939) ; sur près de 400 chars, seuls 10 appareils de ce type équiperont le 2e corps mécanisé lorsqu'il recevront l'ordre de se regrouper à Ouman.

Le 18 juillet, le commandement soviétique se rend compte qu'il ne dispose pas assez de forces pour sceller la percée du 1er groupe de Panzer et restaurer la défense le long de la « ligne Staline ». Boudionny note que sur le flanc droit de la 6e armée soviétique, un écart de 90 km se forme, se remplissant progressivement de troupes allemandes. En conséquence, il est décidé de retirer les 6e et 12e armée sur la ligne Belaïa Tserkov – Tetiïv – Kitaï-Gorod – Haïssyn (80 à 100 km à l'Est de la ligne Berdytchiv – Vinnitsa). La 18e armée du front du Sud, adjacente au flanc gauche de la 12e armée, reçoit également l'ordre de se retirer. Le départ devait avoir lieu de nuit et s'achever le 21 juillet. Il s'avère que les chars allemands des XXXXVIIIe et XIVe corps motorisés avaient déjà franchi cette ligne. Cependant, le commandement soviétique prévoyait de résoudre ce problème par l'offensive de trois corps d'infanterie, qui devait frapper le sud-ouest de Kiev. De plus, le 18 juillet, le 2e corps mécanisé reçoit l'ordre de se transférer du front du Sud à Ouman, pour rencontrer le XXXXVIIIe corps motorisé des Allemands. À son tour, le haut commandement de la Wehrmacht décide le 19 juillet de modifier le plan Barbarossa. Les unités du groupe d'armées Centre, au lieu d'attaquer Moscou, doivent frapper le sud et le nord pour encercler les troupes soviétiques et empêcher leur retrait. La tâche rapprochée du groupe d'armées Sud est l'encerclement des 6e et 12e armées soviétiques à l'Ouest du Dniepr. Dans le même temps, le 18 juillet, Halder et le commandement du groupe d'armées Sud estime que l'attaque contre Ouman ne sera pas suffisante. Depuis Ouman, il ne fallait passer qu'une partie du flanc droit du 1er groupe de Panzer, et le coup principal devra être dirigé plus à l'Est, vers Kryvyï Rih.

### Tentatives de retraite
La deuxième étape de la première offensive de la 26e armée débute le 18 juillet, mais se soldera également par un échec. Grâce au message radio intercepté, le commandement allemand le savait à l'avance. Du fait que la partie nord de la ligne de retraite restait aux mains des Allemands, la 6e armée commença à battre en retraite vers le Sud-Est, tout en préparant une contre-attaque contre les troupes allemandes qui la flanquaient par le Nord-Est. Les contre-attaques des 6e et 12e armées près d'Orativ - Monastyrychtche débutent le 21 juillet et obligent la 16e division motorisée et la 16e Panzerdivision à passer sur la défensive. Le 2e corps mécanisé soviétique, plus à l'Est, attaque la 11e Panzerdivision  et stoppe sa progression vers Ouman. En arrêtant l'avancée du coin de frappe allemand, les troupes soviétiques ont pu poursuivre la retraite, même si l'écart avec la 26e armée subsistait. Halder est forcé d'admettre : « l'ennemi a de nouveau trouvé un moyen de retirer ses troupes de la menace d'un encerclement émergent ».

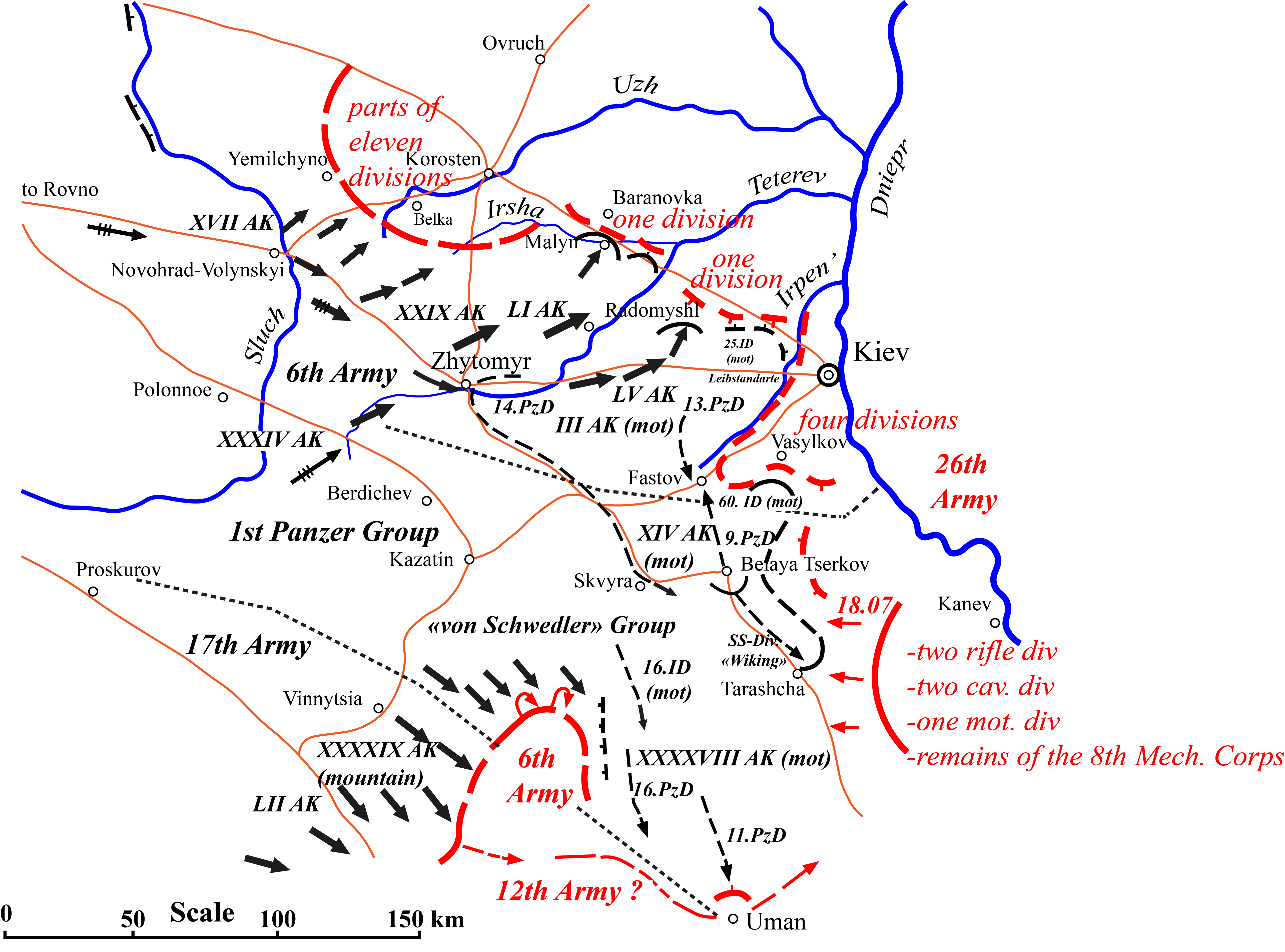
La situation autour de Kiev le soir du 21 juillet 1941 (par l'avis de l'OKH).

Le 18e corps mécanisé, opérant dans la réserve du front du Sud, reçoit l'ordre d'avancer vers Ouman le 18 juillet (avec le 2e corps mécanisé). Cependant, il devra être utilisé pour combler l'écart entre les 12e et 18e armées, formées après la percée du XXXXIXe corps d'armée de montagne à Vinnytsia. Cette percée conduit les Allemands à l'arrière de la 18e armée du front du Sud. Les actions du 18e corps mécanisé ont couvert les flancs des deux armées et permis à la 18e armée de battre en retraite, et ses attaques ont détourné l'attention du XXXXIXe corps de montagne et atténué une situation avec la 12e armée près de Vinnytsia.

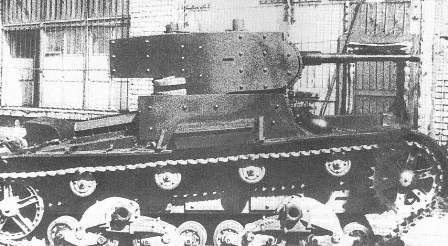
Char T-26 ; ce char léger est un développement du char britannique Vickers 6 tonnes. À l'été 1941, c'est le char soviétique le plus répandu. Le 18e corps mécanisé est équipé de 308 T-26 sur un total de 457 chars et ne dispose d'aucun KV-1 ou T-34.

Le 25 juillet, les divisions d'infanterie du groupe d'armées Sud s'étaient dirigées vers leurs unités mobiles et avaient commencé à les remplacer. Près de Kiev, le IIIe corps motorisé est libéré et commence à se déplacer vers Belaïa Tserkov. Son arrivée écrasa finalement une autre tentative de la 26e armée de restaurer la ligne de front continue. Ainsi, le XIVe corps motorisé peut poursuivre l'offensive en direction du Sud-Est. Au nord et au nord-ouest d'Ouman, la 16e division motorisée et la 16e Panzerdivision sont libérées, ainsi que la brigade motorisée « Leibstandarte ». En conséquence, le 31 juillet, la 16e division motorisée du XXXXVIIIe corps capture Talne et Novoarkhangelsk (à environ 40 km à l'Est d'Ouman) et la 9e Panzerdivision du XIVe corps s'empare d'Olchanka (à environ 75 km au sud-est d'Ouman). Ainsi, la nouvelle ligne, désignée par le commandement soviétique pour la retraite des 6e et 12e armées (le long de la rivière Sin'uha), est à nouveau occupée par les Allemands. Cependant, cette fois, aucune force n'est disponible pour parer la percée, les réserves soviétiques étant complètement épuisées. De nouvelles divisions et armées, formées à la hâte par le commandement soviétique, se trouvent à l'Est du Dniepr.
À l'ouest d'Ouman, le commandement du XXXXIXe corps d'armée de montagne lance la nouvelle 125e division d'infanterie, qui prend la ville de Haïssyn le 25 juillet. D'autres parties du corps se précipitent dans la percée et la 1re division de montagne remportera le plus grand succès : le 26 juillet, elle avança de 70 kilomètres au sud-est et se retrouva à l'arrière des troupes soviétiques. Les tentatives de rétablissement de la situation n'ont pas abouti. Lors des combats du 25 au 27 juillet, le XXXXIXe corps d'armée de montagne vainc le 18e corps mécanisé soviétique et pourra ainsi déborder la 12e armée par le Sud,.
Le 31 juillet, la 1re division de montagne s'empare de Golovanevsk (à environ 45 km au Sud-Sud-Est d'Ouman). Le même jour, les troupes soviétiques quittent Ouman. Les 6e et 12e armées se trouvent sur le territoire d'environ 40 km2, encerclées par les troupes allemandes de toutes parts sauf du sud. Cependant, le commandement soviétique leur demande toujours d'attaquer en direction du nord-est et de se lier aux troupes de la 26e armée. En fait, la tâche principale de la direction sud-ouest est la création d'une ligne de défense le long du Dniepr. Le commandement soviétique crut à tort que les Allemands se déplaceraient immédiatement vers l'est, aux points de passage sur le Dniepr, ainsi les attaques des 6e et 12e armées depuis le flanc les auraient gêner. En fait, la destruction des 6e et 12e armées était la tâche principale des Allemands. Le 1er août, le commandement allemand refuse les plans d'encerclement immédiat de la 18e armée du front du Sud en plus des 6e et 12e armées, et dirige le XXXXIXe corps de montagne à l'est et au nord-est de Golovanevsk, le long du chemin le plus court pour terminer le mouvement en tenaille près de Ouman,.

### L'étape finale

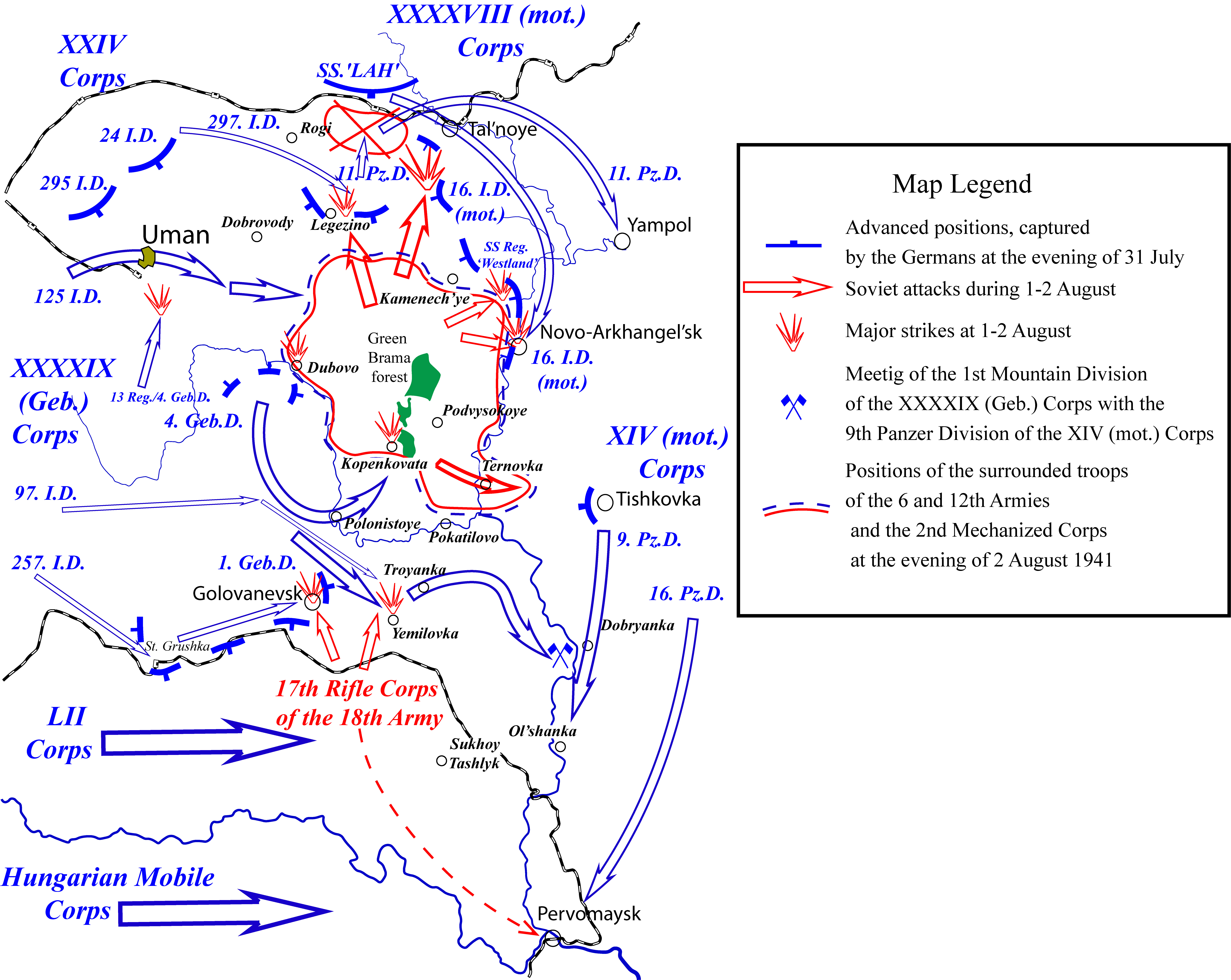
L'environnement des troupes soviétiques près d'Ouman, du 1er au 2 août 1941.

Le matin du 1er août, les commandements des 6e et 12e armées (à partir du 28 juillet, les restes des 6e et 12e armées et le 2e corps mécanisé sont regroupés au sein du groupe Ponedeline) envoient une communication conjointe au commandement du front du Sud, avec une copie envoyée à Staline : 

« La situation est devenue critique. L'encerclement des 6e et 12e armées est achevé. Il existe une menace directe de désintégration de l'ordre de combat combiné des 6e et 12e armées [...] Il n'y a pas de réserves [...] Il n'y a plus de munitions, le carburant s'épuise. »

 Mais le commandant du front du Sud, Tioulenev, assure à Staline que la situation sera rétablie par un coup porté au groupe Ponedeline de la nouvelle 223e division de fusiliers du Nord-Est et aux unités de la 18e armée du Sud, tout en niant toute difficulté d'approvisionnement.
Le 1er août, la 18e armée soviétique tente de rejoindre le groupe Ponedeline par le Sud. Mais les divisions sur le flanc droit du XXXXIXe corps de montagne repousse l'attaque du 17e corps de fusiliers soviétique et, le soir, la 18e armée est attaquée par des unités du LIIe corps d'armée et du corps mobile hongrois. Le commandant de la 18e armée donne l'ordre de se replier à Pervomaïsk. Dans le même temps, les attaques du XXXXIXe corps de montagne contre le groupe Ponedeline distraient les unités soviétiques et permet à la 1re division de montagne de se déplacer encore plus à l'Est.
La 223e division de fusiliers, tout juste formée et inexpérimentée, se préparant à une attaque, tombe sous le coup soudain de la 14e Panzerdivision, et est rapidement vaincue. Une percée vers le groupe Ponedeline depuis le nord-est est déjouée. Le commandement du front du Sud continuera à croire que seuls les groupes ennemis « divulgués » agissent dans cette direction, tandis que les forces principales du 1er groupe de Panzer sont déjà entrées dans la percée, s'étendant au sud et au sud-est.
Le 2 août, les unités de la 1re division de montagne atteignent la rivière Sinioukha (affluent du Boug méridional), où elles rejoignent la 9e Panzerdivision du XIVe corps motorisé. À cette époque, d'autres parties des XXXXVIIIe et XIVe corps dans de violents combats repoussent toutes les tentatives de percement vers l'est et le nord-est du groupe Ponedeline. L'anneau d'encerclement était fermé, mais manquait encore de solidité. L'encerclement est renforcé le lendemain par une seconde jonction, formée lorsque la 16e Panzerdivision allemande rencontra le corps mobile hongrois à Pervomaysk,.

## Après l'encerclement
Le commandement des armées soviétiques encerclées a bien compris la gravité de la situation et a demandé de l'aide, mais n'en recevra aucune. Les troupes du front du Sud se replient, leur ligne de bataille est brisée à plusieurs reprises. Les troupes de la 26e armée sont vaincues dans les batailles avec le 1er groupe de Panzer et se retirent dans le Dniepr. Toutes les tentatives du groupe Ponedeline pour se connecter avec la 26e armée ont échoué. Dans la nuit du 2 août, le commandant de la 6e armée Mouzitchenko demande la permission de sortir de l'encerclement dans la direction Sud-Est, vers la 18e armée du front du Sud. Cependant, le commandement du front du Sud ordonne à plusieurs reprises de se déplacer vers l'Est, jusqu'à la frontière sur la rivière Sinioukha, qui était fermement occupée par les troupes des XXXXVIIIe et XIVe corps motorisés. De plus, plus à l'est, l'offensive du IIIe corps motorisé se développa. Du 1er au 5 août, le groupe Ponedeline attaque principalement dans cette direction et seules certaines parties de la 6e armée se déplacent vers le sud et le sud-est, entrant dans une bataille frontale avec le XXXXIXe corps de montagne.
Le 4 août, les troupes allemandes, par un coup des deux côtés, éliminent la tête de pont capturée par les unités soviétiques (groupe du général Prochkine) sur la rive Est de la rivière Sinyuha près du village de Ternovka. Au soir du 4 août, le haut commandement soviétique s'était pratiquement désintéressé du sort des restes des armées encerclées. Dans ses négociations avec le commandant du front du Sud-Ouest, Kirponos, Staline exigea la création d'une puissante ligne défensive le long du Dniepr, et n'évoqua le sort des 6e et 12e armées qu'en réponse à la question de Kirponos. Officiellement, le 6 août, une autre offensive soviétique vers Ouman depuis le nord-est est prévue, mais en réalité les armées sont livrées à elles-mêmes. Au sud, le flanc droit de la 18e armée est dispersé et partiellement encerclé près de Pervomaïsk. Le 5 août, le territoire, toujours détenu par les troupes soviétiques encerclées (environ 65 000 hommes), ne fait que 10 km2 et est totalement sous le feu ennemi.

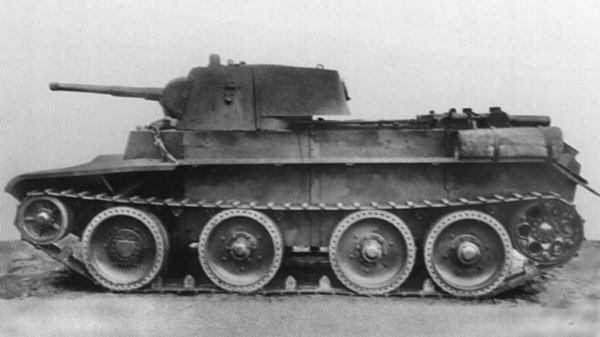
Char BT-7M ; les chars BT, remarquables par leur grande vitesse et leur faible blindage, constituent une part importante de la flotte de chars soviétiques en 1941. Sortant de la poche d'Ouman, le chef d'état-major de la 6e armée Ivanov conduit sur 200 km le long du front arrière allemand avec un char BT-7M.

Dans la nuit du 6 août, les troupes soviétiques tentent désespérément de sortir de l'encerclement. Cette fois, ils frappent vers le sud, en supposant qu'il suffit de percer les positions du XXXXIXe corps de montagne pour se connecter avec les unités de la 18e armée au Nord de Pervomaïsk. En fait, la ville avait été perdue le 3 août, mais le commandement du front du Sud ne l'avait pas signalé. Le commandement de la 6e armée prévoyait de sortir de l'encerclement en rassemblant plusieurs derniers chars dans la colonne « Tâche spéciale ». Les détachements des 1re et 4e divisions de montagne échouent à arrêter la percée nocturne, les forces de frappe soviétiques marchent sur 20 km et prend même Golovanevsk. Mais s’attendant à rencontrer la 18e armée soviétique, ils font face à des troupes allemandes du LIIe corps d'armée et de la 9e Panzerdivision et sont arrêtés. Au cours de la percée, ils subissent de lourdes pertes, et au matin du 7 août, sont pour la plupart mis en déroute, seuls de petits groupes sans armes lourdes parviendront à sortir de l'encerclement. La colonne « Tâche spéciale » est anéantie et le commandant de la 6e armée, Mouzitchenko fait prisonnier.
La nuit suivante, les tentatives de percée sont répétées. Cette fois, des parties de la 12e armée et du 2e corps mécanisé font irruption à l'est et au nord-est. La seule percée à succès a lieu dans la direction Nord-Est, mais à peine quelques petits détachements parviendront à sortir de l'encerclement. Ponedeline, le commandant de la 12e armée, est fait prisonnier après avoir perdu son char endommagé. Le commandant et commissaire du 2e corps mécanisé ne quittera l'encerclement que quelques mois plus tard.
Dans l'après-midi du 7 août, les troupes soviétiques encerclées dans les forêts près des villages de Podvyssokoïe (ru) et Kopenkovatoïe (y compris la forêt de Zelionaïa Brama) commencent à se rendre. Outre les commandants des 6e et 12e armées, quatre commandants de corps et 11 commandants de division seront faits prisonniers.